# Rocco (Dolph & Wulff)
Rocco er en dukkeført, talende bæver i tv-serien Dolph & Wulff med Venner. Ifølge Mikael Wulff er Rocco baseret på den italienske 1980'er-pornostjerne Rocco Siffredi.[kilde mangler] Jonas Schmidt lægger stemme til Rocco, som primært taler engelsk. Dog forstår Rocco også dansk og anvender enkelte danske ord ind i mellem. Et eksempel herpå er "Once I fucked; what do you call it? – A Gajolpastil".
Sædvanligvis ses Rocco kun inde i studiet. Dog var studieværterne i seriens sjette afsnit ude for at besøge Sofie Lassen-Kahlke i hendes hjem.

## Personlighed
Rocco kan karakteriseres som pervers og sexfikseret. Efter egne udsagn skulle han i bogstavligste forstand have prøvet lidt af hvert. Af ting og personer, han påstår af at have haft samleje med kan nævnes:
- Mads Mikkelsen
- Hanne-Vibeke Holst
- Vatikanet
- Sankt Peters Kirken
- Ghita Nørby
- Kasper Eistrup
- Gajolpastiller
- Albatrosser
- Biler
- Fiskekuttere
- Køer
- Sæbe
- Oste
- Paven
- Nationalmuseet
- Mona Lisa
- Ører og øreindgange
- Præste
- Marianne Jelved
- Vinduer
- Nøglehuller
- Stille pige
- Stig Rossen

Han udtaler i et afsnit, at han er blevet oplært af sin egen mor. Hans sæd bliver angiveligt omtalt som "sticky beaver juice." 
Rocco synes at se alt i en seksuel forstand. Ofte overdrevet og grænseoverskridende, men det er netop det, der gennemløbende har karakteriseret alle programmer – måske ligefrem den faktor, der har gjort programmerne så populære blandt mange unge.
I forlængelse af sin popularitet har han indspillet sangen Fucky fucky, hvor han bl.a. synger sine uddødelige ord "I'd like to bang it".